# Bodenfelde
Bodenfelde è un comune mercato di 3.453 abitanti della Bassa Sassonia, in Germania.
Appartiene al circondario (Landkreis) di Northeim (targa NOM).